# 同安路街道
同安路街道原是中国山东省青岛市市北区下辖的一个街道，现已并入浮山新区街道。

## 行政区划
同安路街道下辖同兴路社区、同安路社区。